# Nikolaas Tinbergen
Nikolaas "Niko" Tinbergen (15. travnja, 1907. – 21. prosinca, 1988.) bio je nizozemski etolog i ornitolog koji je 1973. godine podijelio Nobelovu nagradu za fiziologiju ili medicinu s Karl von Frischom i Konrad Lorenzom.

## Životopis
Od 1949. profesor zoologije u Oxfordu. Suradnik K. Lorenza, jedan od začetnika etologije i autor prvog udžbenika. Proučavao je autizam kod djece. Djela su mu "Proučavanje instinkta (The Study of Instinct, 1951)", "Socijalno ponašanje u životinja (Social Behavior in Animals, 1953)". S K. Lorenzom i K. von Frischom podijelio je 1973. Nobelovu nagradu za fiziologiju ili medicinu za otkrića o organizaciji i izazivanju individualnog i socijalnog uzorka životinjskoga ponašanja.
Diplomirao biologiju u Leidenu. Na Sveučilištu u Oxfordu bavio se proučavanjem ponašanja životinja (Socijalno ponašanje u životinja, 1953). Osobito se zanimao instinktima (Proučavanje instinkta, 1951) i prirodom ljudskog nasilja i agresivnosti.

## Vanjske poveznice
- Nobelova nagrada - životopis  Arhivirana inačica izvorne stranice od 11. listopada 2007. (Wayback Machine)(engl.)